# Мюльдорфер, Вильгельм Карл
Вильгельм Карл Мюльдорфер (также Мюльдёрфер, нем. Wilhelm Carl Mühldorfer или Mühldörfer; 6 марта 1837, Грац — 1919) — немецкий композитор и дирижёр. Муж актрисы и певицы Каролины Фриб (1844—1876), дочери актрисы Миноны Фриб-Блюмауэр.
Учился в Линце. С 1855 г. дирижировал в Ульме, в 1867 г. был приглашён вторым дирижёром в Лейпцигскую оперу, с 1881 г. работал в Кёльне.
Известен, главным образом, как автор балета «Волшебный башмачок» («Сандрильона»), поставленного в Москве в Большом театре Вацлавом Рейзингером (1871), — первоначально музыку для этого балета должен был написать Пётр Ильич Чайковский. С музыкой Мюльдорфера и Юлия Гербера в 1873 г. там же был поставлен балет «Кащей». В Германии шли и оперы Мюльдорфера: «В Кифхойзере» (нем. Im Kyffhäuser), «Комендант Кёнигштайна» (нем. Der Kommandant von Königstein), «Алхимик из Страсбурга» (нем. Der Goldmacher von Strassburg; 1886, Гамбург), «Иоланта» (1890, Кёльн) и др. Мюльдорферу также принадлежит театральная музыка (в том числе к «Венецианскому купцу» Шекспира), марши, ряд песен на стихи Генриха Гейне, Аннетты Дросте-Хюльсхоф и др.